# 角果秋海棠
角果秋海棠（学名：Begonia tetragona）是秋海棠科秋海棠属的植物，为中国的特有植物。分布于中国大陆的云南等地，生长于海拔1,110米至1,600米的地区，多生长于密林中湿处、常绿林箐沟以及潮湿草坡，目前已由人工引种栽培。